# EA Orlando
EA Orlando，是位于美国佛罗里达州奥兰多市的开发工作室。该工作室成立于1994年，它的前身是Tiburon Entertainment，1998年被美国艺电收购。
该工作室开发系列游戏Madden NFL系列（包括Madden, NCAA Football, NFL Street, NASCAR and NFL Head Coach），在2006年年底发布根据同名电影改编游戏《超人归来》。 EA Orlando从EA Salt Lake接手了2008年版的Tiger Woods PGA Tour。